# Pregörög szubsztrátum
A pregörög szubsztrátum egy (esetleg több) feltételezett ismeretlen, minden bizonnyal nem indoeurópai nyelv vagy nyelvjárás, amelyet az őskori Görögország területén, illetve a Balkán egyéb részein beszélhettek a görögök és egyéb indoeurópai népek letelepedése előtt (többek között például a pelaszgok. A nyelvészeket az a tény vezette e nyelv létezésének feltételezésére, hogy a görög nyelv szókincsében számos olyan elem található, amely – a természetes hangtani fejlődést figyelembe véve – bizonyíthatóan semmilyen indoeurópai tőre nem vezethető vissza.
A nem indoeurópai szavak az élet számos területéről megtalálhatóak, de főként a tengerrel, a halászattal, a mediterrán kultúrával, az építészettel, istenségekkel stb. kapcsolatosak. Többek között nem indoeurópai eredetű a görög főváros, Athén neve, valamint a „tenger” görög megfelelője, a θάλασσα (thálassa) sem.